# Tomelilla IF

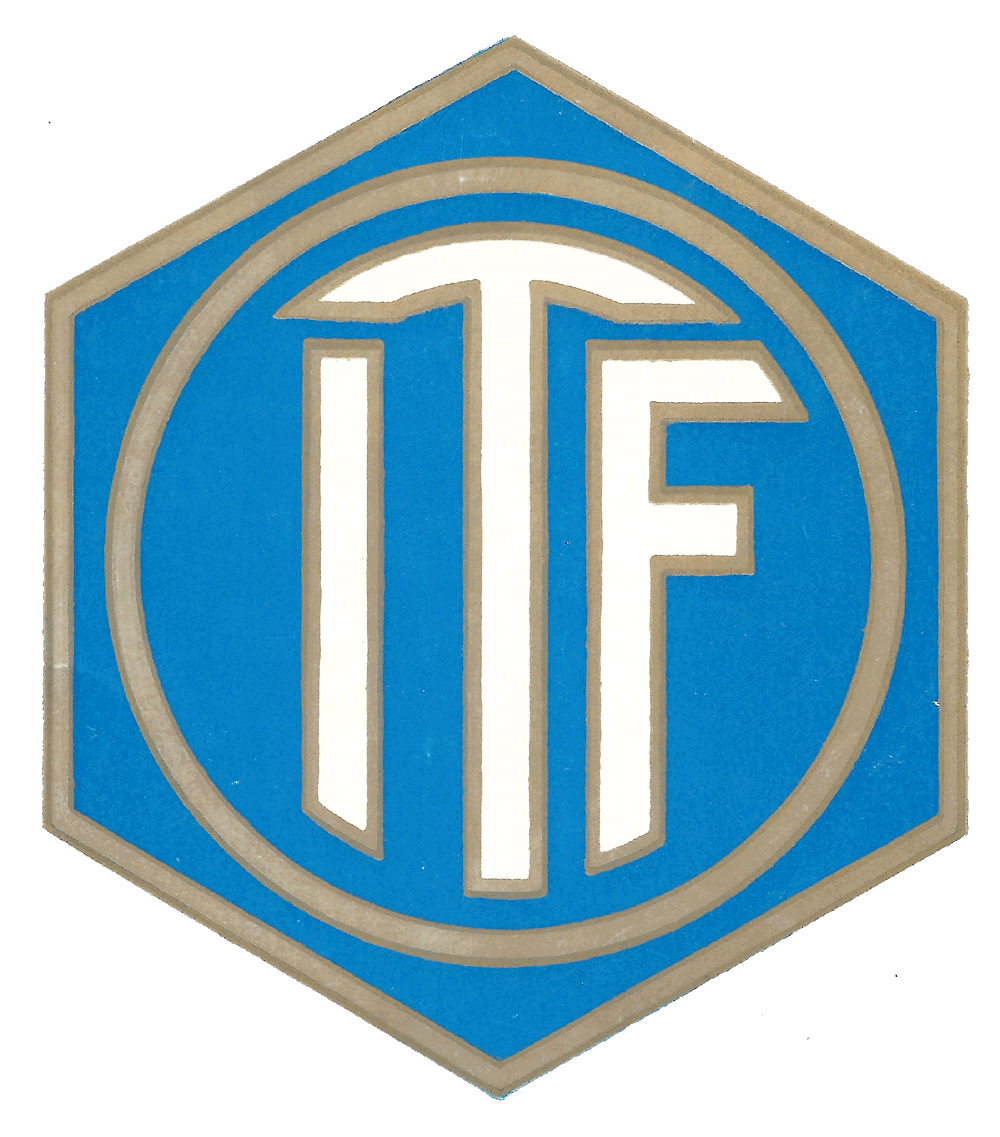
Logotyp för Tomelilla IF

Tomelilla IF, bildad 12 februari 1917, är en svensk idrottsförening på Österlen i Skåne. Föreningens huvudsakliga inriktning är fotboll (A-herrlag i Division 3 2024, 1962 spelade laget i den näst högsta serien i Sverige) och handboll (A-herrlag i Division 2 2024/2025).  Tidigare utövade föreningen även simsport och friidrott.